# Gran Premio Industria del Cuoio e delle Pelli
Il Gran Premio Industria del Cuoio e delle Pelli è una corsa in linea maschile di ciclismo su strada riservata a Elite e Under-23 che si disputa ogni settembre a Santa Croce sull'Arno, in provincia di Pisa. È inclusa nel calendario nazionale, e dal 2007 è classificata dall'UCI come prova di classe 1.12.
Viene organizzata dall'U.C. Santa Croce sull'Arno ASD. Storicamente riservata ai ciclisti dilettanti, si è corsa per la prima volta nel 1946. Tra i vincitori del passato spiccano i nomi di Silvano Ciampi, Roberto Falaschi, Wilmo Francioni, Marco Giovannetti, Stefano Colagè, Andrea Tafi, Fabrizio Guidi, Sacha Modolo e Sonny Colbrelli, tutti diventati in seguito professionisti.

## Albo d'oro
Aggiornato all'edizione 2024.
| Anno | Vincitore                             | Secondo                               | Terzo                                 |
| ---- | ------------------------------------- | ------------------------------------- | ------------------------------------- |
| 1946 | Vittorio Magni                        | Paolo Catastini                       | Enzo Bellini                          |
| 1947 | Francesco Doccini                     | Dino Rossi                            | Renzo Soldani                         |
| 1948 | Gino Campigli                         | Silvano Giraldi                       | Dino Rossi                            |
| 1949 | Osvaldo Brittolli                     | Giancarlo Martelli                    | Gino Campigli                         |
| 1950 | Vasco Bendinelli                      | Paolo Fantozzi                        | Verino Fiumalbi                       |
| 1951 | Paolo Fantozzi                        | Andrea Prisco                         | Alberto Garbo                         |
| 1952 | Enzo Cinelli                          | Giancarlo Giusti                      | Ubaldo Mori                           |
| 1953 | Roberto Falaschi                      | Loriano Benvenuti                     | Romano Boni                           |
| 1954 | Idrio Bui                             | Vivaldo Cipollini                     | Vivaldo Vignolini                     |
| 1955 | Paolo Quazzini                        | Paolo Taddei                          | Damasco Bocconi                       |
| 1956 | Silvano Ciampi                        | Nedo Fagni                            | Umberto Samatore                      |
| 1957 | Giorgio Tinazzi                       | Carlo Guarguaglini                    | Carlo Guazzini                        |
| 1958 | Carlo Guarguaglini                    | Damasco Bocconi                       | Arturo Neri                           |
| 1959 | Rolando Pazzini                       | Silvano Meucci                        | Olinto Paolini                        |
| 1960 | Mario Zanchi                          | Baldissera Velleda                    | Carlo Storai                          |
| 1961 | Graziano Corsini                      | Giorgio Goretti                       | Carlo Dal Canto                       |
| 1962 | Renato Bongioni                       | Roberto Poggiali                      | Franco Lotti                          |
| 1963 | Luciano Soave                         | Sauro Micheletti                      | Giuseppe Grassi                       |
| 1964 | Antonio Albonetti                     | Giorgio Goretti                       | Franco De Marchi                      |
| 1965 | Battista Monti                        | Cvetko Bilic                          | Claudio Michelotto                    |
| 1966 | Pietro Guerra                         | Attilio Benfatto                      | Luciano Soave                         |
| 1967 | Wilmo Francioni                       | Pietro Tamiazzo                       | Sigfrido Fontanelli                   |
| 1968 | Wilmo Francioni                       | Gian Franco Bianchini                 | Mario Giaccone                        |
| 1969 | Mauro Simonetti                       | Antonio Marsoli                       | Angelo Bassini                        |
| 1970 | Iorio Grulli                          | Armando Topi                          | Piero Spinelli                        |
| 1971 | Claudio Guarnieri                     | Pietro Simoncini                      | Germano Zangrandi                     |
| 1972 | Rocco Gatta                           | Nazzareno Pola                        | Luciano Conato                        |
| 1973 | Salvatore Ghisellini                  | Bruce Biddle                          | Massimo Tremolada                     |
| 1974 | Franco Livio                          | Luca Galleschi                        | Giuseppe Martinelli                   |
| 1975 | non disputato                         | non disputato                         | non disputato                         |
| 1976 | Vito Da Ros                           | Antonio Bonini                        | Giuseppe Martinelli                   |
| 1977 | Salvatore Maccali                     | Osvaldo Carpene                       | Giuseppe Fatato                       |
| 1978 | Moreno Mandriani                      | Claudio Toselli                       | Remo Gatti                            |
| 1979 | Alessandro Primavera                  | Antonio Alfonsini                     | Paolo Venturini                       |
| 1980 | Gianni Giacomini                      | Davide Cassani                        | Maurizio Orlandi                      |
| 1981 | Giampiero Castellani                  | Ivano Maffei                          | Stefano Casagrande                    |
| 1982 | Marco Giovannetti                     | Salvatore Caruso                      | Moreno Mandriani                      |
| 1983 | Stefano Colagè                        | Claudio Vandelli                      | Fabio Patuelli                        |
| 1984 | Massimo Podenzana                     | Silvio Martinelli                     | Adriano Germelli                      |
| 1985 | Claudio Santi                         | Angelo Canzonieri                     | Sandro Manzi                          |
| 1986 | Edoardo Rocchi                        | Riccardo Lisi                         | Daniele Piccini                       |
| 1987 | Andrea Tafi                           | Franco Cavallini                      | Antonio Mazzon                        |
| 1988 | Stefano Giraldi                       | Stefano Della Santa                   | Fabrizio Convalle                     |
| 1989 | Massimo Biancani                      | Corrado Cappello                      | Valerio Galeazzi                      |
| 1990 | Sergio Dal Col                        | Luca Taddei                           | Marco Silvestri                       |
| 1991 | Simone Biasci                         | Leonardo Canciani                     | Maksim Ratnikov                       |
| 1992 | Maurizio De Pasquale                  | Mauro Bettin                          | Paolo Fornaciari                      |
| 1993 | Federico Profeti                      | Michele Zamboni                       | Gian Matteo Fagnini                   |
| 1994 | Fabrizio Guidi                        | Paolo Bettini                         | Renato Falcinelli                     |
| 1995 | Giuseppe Di Grande                    | Paolo Valoti                          | Paolo Alberati                        |
| 1996 | Devis Fuser                           | Pasquale Santoro                      | Enrico Saccomanni                     |
| 1997 | Mirko Puglioli                        | Volodymyr Duma                        | Gino Paolini                          |
| 1998 | Luca De Angeli                        | Giuseppe Di Fresco                    | Allan Oras                            |
| 1999 | Leonardo Scarselli                    | Massimo Sorice                        | Giorgio Feliziani                     |
| 2000 | Luca De Angeli                        | Andrea Vatteroni                      | Lorenzo Cardellini                    |
| 2001 | Alessandro Del Sarto                  | Daniele Balestri                      | Manuele Mori                          |
| 2002 | Alessandro Del Sarto                  | Davide Silvestri                      | Luca Celli                            |
| 2003 | Manuele Mori                          | Alessandro Barotti                    | Manuele Spadi                         |
| 2004 | Ruslan Pidhornyj                      | Alessio Gori                          | Fabio Negri                           |
| 2005 | Cristiano Monguzzi                    | Hubert Krys                           | Fabio Negri                           |
| 2006 | Sergio Laganà                         | Marco Cattaneo                        | Davide Mucelli                        |
| 2007 | Sacha Modolo                          | Francesco Ginanni                     | Maksym Averin                         |
| 2008 | Sacha Modolo                          | Daniel Oss                            | Oleg Berdos                           |
| 2009 | Davide Mucelli                        | Carlos Betancur                       | Emiliano Betti                        |
| 2010 | Sonny Colbrelli                       | Massimo Pirrera                       | Francesco Lasca                       |
| 2011 | Antonino Parrinello                   | Andrea Lupori                         | Carmelo Pantò                         |
| 2012 | Marco Prodigioso                      | Kristian Sbaragli                     | Alfonso Fiorenza                      |
| 2013 | Gianluca Leonardi                     | Andrei Nechita                        | Michele Simoni                        |
| 2014 | Paolo Totò                            | Alessandro Tonelli                    | Mirko Trosino                         |
| 2015 | Federico Borella                      | Vincenzo Albanese                     | Marco Bernardinetti                   |
| 2016 | Michael Bresciani                     | Marco Maronese                        | Gianluca Milani                       |
| 2017 | Luca Mozzato                          | Imerio Cima                           | Giovanni Lonardi                      |
| 2018 | Andrea Meucci                         | Ottavio Dotti                         | Giovanni Petroni                      |
| 2019 | Leonardo Marchiori                    | Manuel Pesci                          | Matteo Rotondi                        |
| 2020 | annullato per la pandemia di COVID-19 | annullato per la pandemia di COVID-19 | annullato per la pandemia di COVID-19 |
| 2021 | Riccardo Verza                        | Stefano Gandin                        | Fabio Garzi                           |
| 2022 | Francesco Pirro                       | Lorenzo Cataldo                       | Nicolò Pettiti                        |
| 2023 | George Wood                           | Gabriele Petrelli                     | Nicolò Garibbo                        |
| 2024 | Thomas Mein                           | Christian Bagatin                     | Nicolò Pettiti                        |